# La Révolution trahie

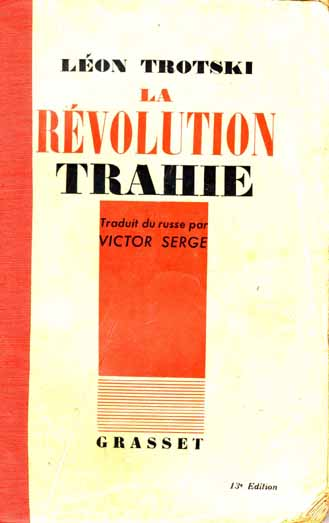
Edition de 1936 (13e édition).

La Révolution trahie est un essai rédigé par Léon Trotsky, alors en exil en Norvège et avant son départ aux États-Unis, en 1936, peu avant le premier procès de Moscou. Il s'agit d'une analyse fouillée de l'économie (mais faite depuis l'étranger) et de la société soviétique visant à déterminer la nature de l'URSS stalinienne, qui n'est ni capitaliste, ni pleinement socialiste d'après lui, mais l’état ouvrier dégénéré. L'ouvrage fut traduit en français par Victor Serge et parut chez Grasset en octobre 1936.

## L'économie et la société soviétiques
Dès la préface, Trotsky écrit bien qu'il n'y ait plus de propriété privée des usines, banques et terres en URSS et que la dernière agence de l'emploi venait par exemple d'être fermée: « Si l'on considère que l'objet du socialisme est de créer une société sans classes, fondée sur la solidarité et la satisfaction harmonieuse de tous les besoins, il n'y a pas encore, en ce sens fondamental, le moindre socialisme en URSS. Il est vrai que les contradictions de la société soviétique diffèrent profondément, par leur nature, de celles du capitalisme ; elles n'en sont pas moins très âpres. Elles s'expriment par l'inégalité matérielle et culturelle, par la répression, par la formation de groupements politiques, par la lutte des fractions du parti. Le régime policier assourdit et déforme la lutte politique, sans l'éliminer. »
Commençant par étudier la situation de l'économie soviétique, Trotsky note l'ampleur de l'industrialisation réalisée au cours des dernières années. Il avait pourtant écrit dans les années  1920 que l'industrialisation de ce pays arriéré était impossible et ne rattraperait jamais celle des pays capitalistes, elle fut en fait même dépassée. Elle a été permise par la socialisation des moyens de production et est d'autant plus remarquable que le monde capitaliste est en crise. Mais, à une époque où les amis de l'URSS vantent les effets du plan quinquennal sans le moindre recul, Trotsky remarque que la productivité du travail reste faible et que la qualité de la production laisse à désirer. La condition matérielle des masses en URSS est encore inférieure à ce qu'elle est dans les pays capitalistes avancés après plus d'un millénaire de servage et 8 ans de guerre contre la jeune république soviétique. Cela signifie pour Trotsky que le régime soviétique n'en est encore qu'à une phase préparatoire dans laquelle il doit assimiler les conquêtes techniques et culturelles de l'Occident.
Trotsky aborde ensuite la question de l'État. Pour les théoriciens socialistes, l'État devait commencer à dépérir après la victoire de la révolution. Lénine avait largement développé cette thèse dans L'État et la Révolution. Or, après vingt ans de pouvoir soviétique, non seulement l'État n'a pas commencé à dépérir mais la bureaucratie a pris des proportions énormes. C'est que « La dictature du prolétariat est un pont entre les sociétés bourgeoise et socialiste. Son essence même lui confère donc un caractère temporaire. L'État qui réalise la dictature a pour tâche dérivée, mais tout à fait primordiale, de préparer sa propre abolition. Le degré d'exécution de cette tâche "dérivée" vérifie en un certain sens avec quel succès s'accomplit l'idée maîtresse : la construction d'une société sans classes et sans contradictions matérielles. Le bureaucratisme et l'harmonie sociale sont en proportion inverse l'un de l'autre. »
La victoire de la bureaucratie, ce que Trotsky appelle le « Thermidor soviétique », par référence à la Révolution française, a été rendue possible par la dégénérescence du parti bolchévique qui a elle-même des causes sociales. Généralisant le concept de thermidor, Trotsky écrit ici : « On sait suffisamment que toutes les révolutions ont jusqu'ici suscité après elles des réactions et même des contre-révolutions qui, il est vrai, n'ont jamais réussi à ramener la nation jusqu'à son point de départ, tout en lui ravissant toujours la part du lion de ses conquêtes. En règle générale, les pionniers, les initiateurs, les meneurs qui s'étaient trouvés à la tête des masses dans la première période sont les victimes de la première vague de réaction, tandis qu'on voit apparaître au premier plan des hommes de second plan unis aux ennemis d'hier de la révolution. Les duels dramatiques des grands premiers rôles sur la scène politique masquent des glissements dans les rapports entre les classes et, ce qui n'est pas moins important, de profonds changements dans la psychologie des masses, révolutionnaires la veille encore... »
Citant l'oppositionnel Christian Rakovsky qui a longuement réfléchi sur les dangers professionnels du pouvoir, Trotsky remarque que le parti communiste n'a pas su protéger ses cadres de l'action dissolvante des privilèges, des avantages et des faveurs propres au pouvoir. Dans un contexte de lassitude des masses, cela n'a pu que favoriser sa dégénérescence et la constitution d'une couche dirigeante privilégiée qui ne vise que sa propre conservation. Avec l'industrialisation, elle s'est adjointe une couche supérieure de la classe ouvrière, celle des stakhanovistes que Trotski interprète comme une aristocratie ouvrière. Plusieurs mesures sont symboliques de la volonté de jouir en paix de sa position qui anime la bureaucratie : le rétablissement des grades dans l'Armée rouge d'une part, l'adhésion de l'URSS à la Société des Nations d'autre part. En même temps, la crainte la pousse à soutenir la répression de toute forme de critique politique.

## Qu'est-ce que l'URSS?
Au chapitre IX, Trotsky pose la question de la nature de l'URSS. L'économie soviétique est largement étatisée. Mais cela ne signifie pas automatiquement qu'elle soit socialiste. « La propriété privée, pour devenir sociale, doit inéluctablement passer par l'étatisation, de même que la chenille, pour devenir papillon, doit passer par la chrysalide. Mais la chrysalide n'est pas un papillon. Des myriades de chrysalides périssent avant de devenir papillons. La propriété de l'État ne devient celle du "peuple entier" que dans la mesure où disparaissent les privilèges et les distinctions sociales et où, par conséquent, l'État perd sa raison d'être. Autrement dit : la propriété de l'État devient socialiste au fur et à mesure qu'elle cesse d'être propriété de l'État. Mais, au contraire, plus l'État soviétique s'élève au-dessus du peuple, plus durement il s'oppose comme gardien de la propriété au peuple qui la dilapide, et plus clairement il témoigne contre le caractère socialiste de la propriété étatique. »
Il récuse l'utilisation du terme capitalisme d'État pour définir le système soviétique car la concentration des moyens de production entre les mains de l'État y a été réalisée par le  prolétariat au moyen de la révolution sociale et non par les capitalistes au moyen de trusts étatisés. C'est une différence essentielle qui empêche de confondre l'étatisation soviétique avec celle, par exemple, de l'Italie fasciste. La question du caractère social de l'URSS n'est pas encore tranchée par l'histoire. C'est la raison pour laquelle la bureaucratie ne peut pas être considérée comme une nouvelle classe sociale mais plutôt comme une couche sociale dominante qui a politiquement exproprié le prolétariat pour défendre par ses propres moyens et à ses propres fins les conquêtes sociales du prolétariat.
Pour l'avenir de l'URSS, Trotsky envisage trois possibilités. Soit un parti révolutionnaire ayant toutes les qualités du vieux bolchevisme et l'expérience de la situation nouvelle renverse la bureaucratie. Il rétablit la liberté pour les partis soviétiques, procède à un nettoyage sans merci des services de l'État, abolit les privilèges et réduit au strict minimum les inégalités. Il pousse à fond l'expérience de l'économie planifiée, permettant à l'URSS de reprendre sa marche vers le socialisme. Dans ce cas, il s'agit d'une révolution politique mais non pas sociale. Soit la bourgeoisie parvient à renverser le régime soviétique et, pour rétablir le capitalisme, doit procéder à une contre-révolution à la fois politique et sociale. Trotsky pense qu'elle trouverait plus facilement des alliés au sein de la bureaucratie stalinienne qu'un véritable parti révolutionnaire. Soit, enfin, la bureaucratie reste au pouvoir et elle cherchera tôt ou tard à intervenir dans les rapports de propriété pour consolider ses positions. Trotsky écrit : « On objectera peut-être que peu importe au gros fonctionnaire les formes de propriété dont il tire ses revenus. C'est ignorer l'instabilité des droits du bureaucrate et le problème de sa descendance. Le culte tout récent de la famille soviétique n'est pas tombé du ciel. Les privilèges que l'on ne peut léguer à ses enfants perdent la moitié de leur valeur. Or, le droit de tester est inséparable du droit de propriété. Il ne suffit pas d'être directeur de trust, il faut être actionnaire. »
Pour finir, Trotsky estime que l'évolution ultérieure de l'URSS dépendra largement de la situation en Europe occidentale. Si la révolution devait l'emporter en France et en Espagne, les perspectives du socialisme en Union soviétique seraient meilleures que dans le cas contraire. C'est sur cette éventualité que Trotsky fonde ses espérances pour l'URSS à la veille des grandes purges staliniennes.